# Große Burgstraße 6 (Plau am See)

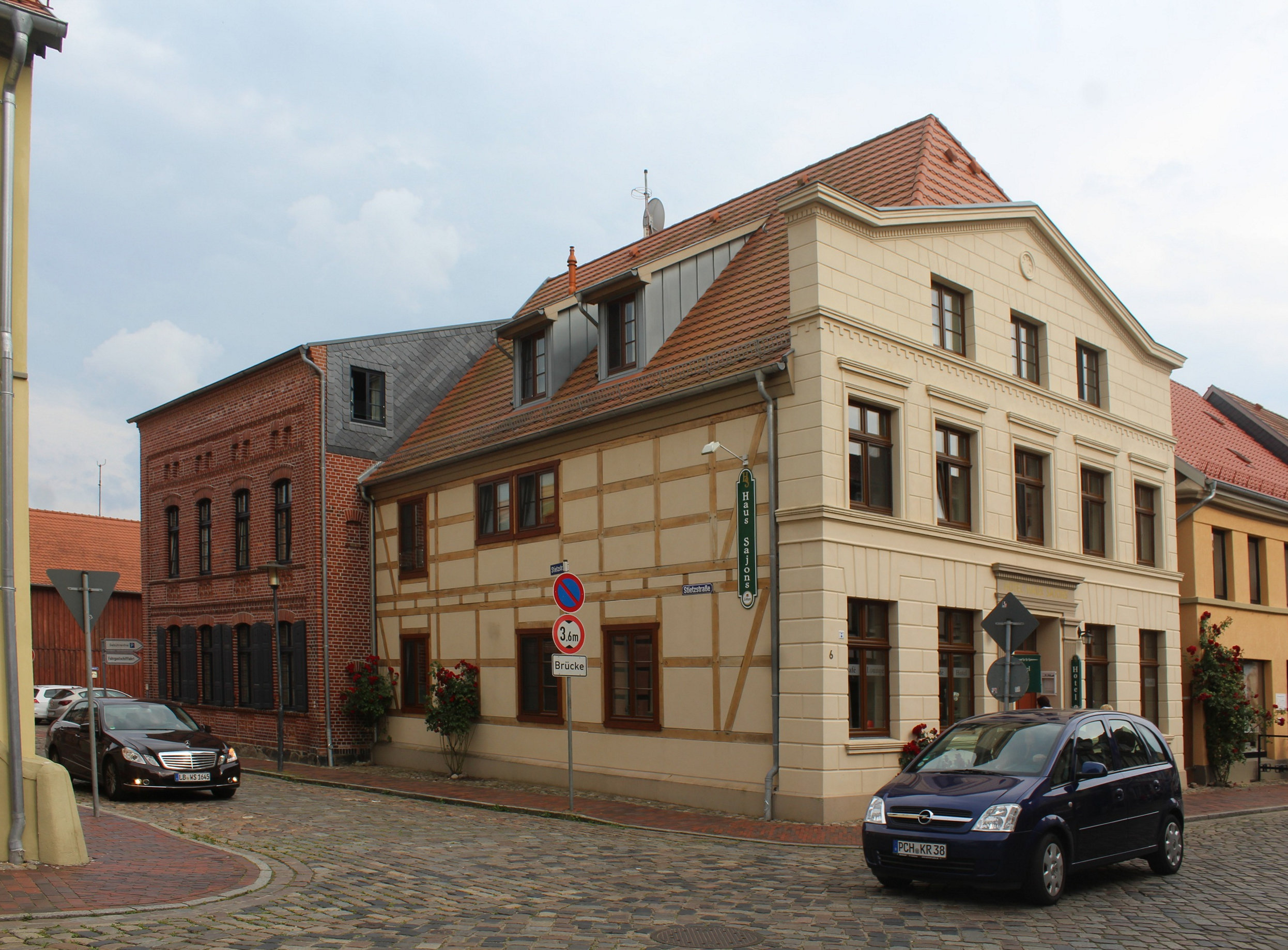

Das Wohn- und Geschäftshaus Große Burgstraße 6 in Plau am See (Mecklenburg-Vorpommern) an der Ecke zur Stietzstraße wurde vermutlich im 18. Jahrhundert gebaut. Es wird als Hotel genutzt.
Das Gebäude steht unter Denkmalschutz.

## Geschichte

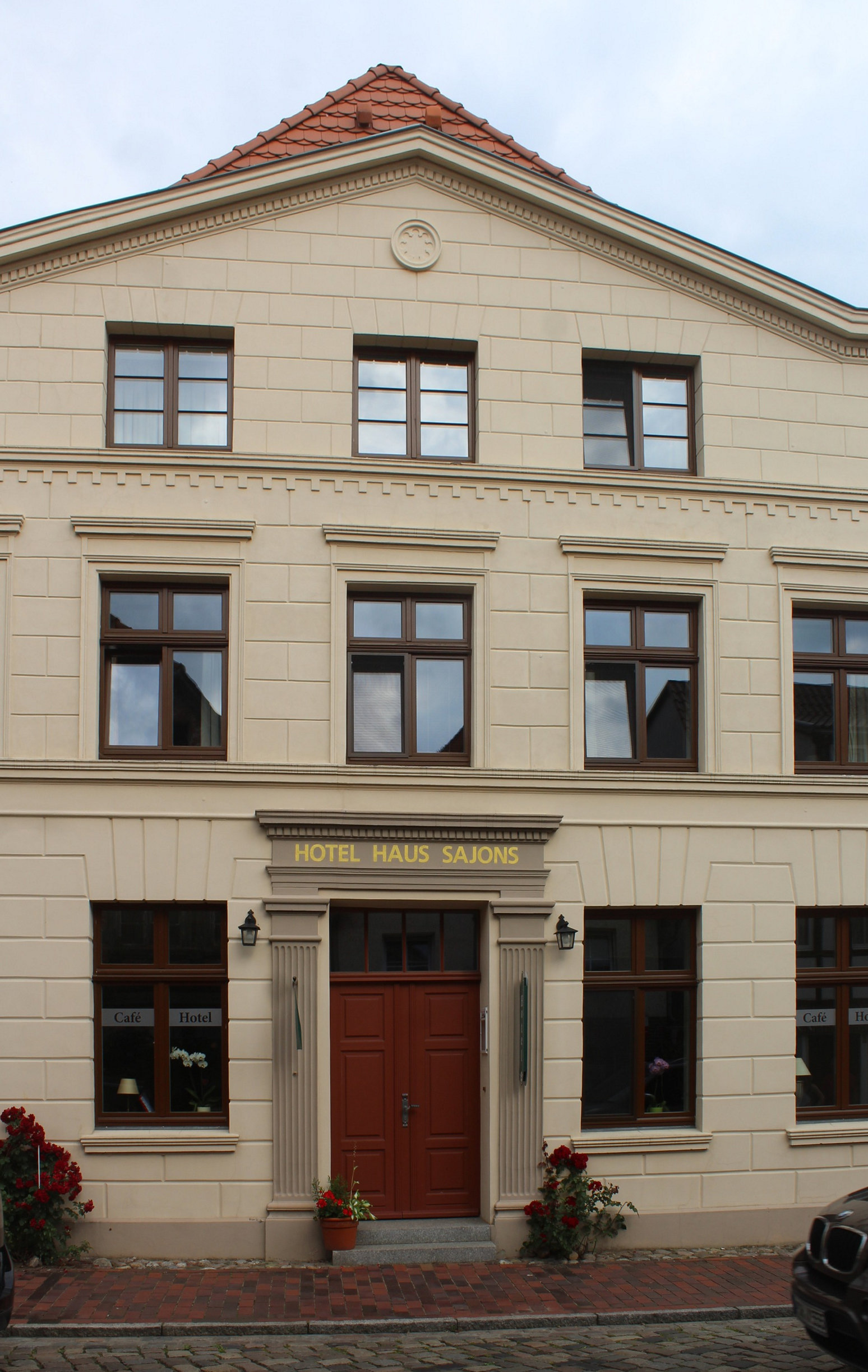

Plau am See ist im 13. Jahrhundert entstanden und wurde 1235 erstmals als Stadt erwähnt. Beim Stadtbrand von 1756 brannten viele Fachwerkhäuser ab.
Das zweigeschossige hellgelbe Fachwerkgebäude mit geputzten Ausfachungen, dem dreigeschossigen, später gemauerten, klassizistischen Schaugiebel, dem Portal mit den beiden Pilastern und dem Walmdach wurde nach 1756 gebaut.
Das Haus wurde im Rahmen der Städtebauförderung saniert. Es beherbergt zusammen mit dem hofseitigen Gebäude einer ehemaligen Tischlerei das Hotel Haus Sajons mit einem kleinen Café.